# 사이버신 계획
사이버신 계획 또는 프로젝트 사이버신(Project Cybersyn)은 살바도르 아옌데 대통령 재임 기간인 1971년부터 1973년까지 칠레에서 진행된 프로젝트로, 국가 경제 관리를 위한 분산 의사결정 지원 시스템(DDS) 구축을 목표로 했다. 이 프로젝트는 경제 시뮬레이터, 공장 성능 점검을 위한 맞춤형 소프트웨어, 운영실, 그리고 하나의 메인프레임 컴퓨터에 연결된 전국 텔렉스 기계 네트워크, 이렇게 4개의 모듈로 구성되었다.
사이버신 계획은 조직 설계에 대한 실행 가능한 시스템 모델 이론 접근법을 기반으로 했으며, 당시로서는 혁신적인 기술을 특징으로 했다. 이 프로젝트에는 산티아고 정부와 정보를 송수신하는 국영 기업의 텔렉스 기계 네트워크(사이버넷)가 포함되었다.
현장에서 수집된 정보는 원자재 공급이나 높은 근로자 결근율과 같은 생산 지표를 모니터링하는 통계 모델링 소프트웨어(사이버스트라이드)에 입력되었다. 이 소프트웨어는 거의 실시간으로 근로자들에게 경고를 보냈고, 지표가 허용 범위를 크게 벗어나면 중앙 정부에 알렸다. 이 정보는 경제 시뮬레이션 소프트웨어(CHECO, 칠레 경제 시뮬레이터)에도 입력될 예정이다. 정부는 이를 활용하여 경제적 결정의 예상 결과를 예측할 수 있다. 마지막으로, 정교한 운영실(Opsroom)은 관리자들이 관련 경제 데이터를 확인할 수 있는 공간을 제공한다. 관리자들은 비상 상황에 대한 실행 가능한 대응 방안을 수립하고, 텔렉스 네트워크를 사용하여 비상 상황에 처한 기업과 공장에 조언과 지시를 전송할 수 있다.
이 시스템의 주요 설계자는 영국의 운용연구 과학자 스태퍼드 비어였으며, 이 시스템은 산업 경영에 대한 그의 관리 사이버네틱스 개념을 구현했다. 이 시스템의 주요 목표 중 하나는 산업 기업 내 의사 결정권을 근로자에게 이양하여 공장의 자율 규제를 확립하는 것이었다.
사이버신 계획은 1973년 칠레 쿠데타 당시 아옌데가 실각하고 사망하면서 종료되었다. 쿠데타 이후 사이버신은 버려졌고 운영실은 파괴되었다.

## 같이 보기
- 사회주의 계산 논쟁
- 전사적 자원 관리
- 칠레의 역사
- 오가스
- 계획 경제
- 탈희소성
- 과학적 사회주의
- 시스템 다이내믹스